# Priotelus roseigaster
Priotelus roseigaster е вид птица от семейство Трогонови (Trogonidae). Видът е почти застрашен от изчезване.

## Разпространение
Видът е разпространен в Доминиканската република и Хаити.